# Xuanhua
Xuanhua (en chino, 宣化; pinyin, Xuān·Huà (escuchar)ⓘ) es un distrito urbano bajo la administración directa de la Prefectura Zhangjiakou  en la Provincia de Hebei, República Popular China.  Su área es de 2013 km² y su población total para 2010 superó los 370 mil habitantes. 
Xuanhua forma parte de la ciudad de Zhangjiakou, que fue una de las sedes de los Juegos Olímpicos de Invierno 2022. Esto ha impulsado el desarrollo de infraestructura y turismo en la región.

## Administración
Desde julio de 2023, el  Distrito Xuanhua   se divide en 17 pueblos que se administran en 7 subdistritos, 7  poblados y 3 villas.

## Toponimia
El topónimo Xuanhua [/xuén-juá/] se compone de los sinogramas "宣" (xuān), "declarar" o "proclamar", y "化" (huà), que significa "transformar" o "civilizar".
En la dinastía Yuan (1263), se estableció la Prefectura Xuande (宣德). En la dinastía Ming (1370), se cambió el nombre a Xuanfu (宣府). En 1440, se revistieron las murallas con ladrillos. La ciudad, de murallas altas y fosos profundos, presentaba una apariencia majestuosa.
En 1693 durante la dinastía Qing, se abolió Xuanfu y, con el significado de "proclamar y difundir la civilización/cultura" (宣扬 教化 Xuānyáng Jiàohuà), se estableció Xuanhua.